# Heteragrion angustipenne
Heteragrion angustipenne – gatunek ważki z rodziny Heteragrionidae. Występuje na terenie Ameryki Południowej.